# روسينديل وداروين (دائرة انتخابية في المملكة المتحدة)
روسينديل وداروين (بالإنجليزية: Rossendale and Darwen)‏ هي إحدى الدوائر الانتخابية في المملكة المتحدة الممثلة في مجلس العموم في برلمان المملكة المتحدة.
عضو البرلمان الذي يمثلها حالياً هو :Janet Anderson (Lab).